# Ain Zaatout
Ain Zaatout (in arabo:  عين زعطوط), è il nome amministrativo della località, sui monti dell'Aurès (nel nord est dell'Algeria), abitata dai berberi Ait Frah, parlanti un dialetto tashawit. Il nome di questa popolazione è anche stato arabizzato in Beni Farah o Beni Ferah (in arabo: بني فرح).
La località si trova nella parte sud orientale della catena dell'Aurès, una quarantina di chilometri a nord di Biskra, in una regione prevalentemente rocciosa.
Il berbero parlato dagli Ait Frah è stato particolarmente studiato da André Basset, e i lavori che lo riguardano sono tra i più ampi fin qui fatti sui parlari berberi dell'Aurès (tashawit). La vasta raccolta di testi in tale lingua, a carattere prevalentemente antropologico, costituisce anche un'importante fonte per lo studio antropologico della cultura tradizionale di questa regione.